# Pyrrhargiolestes kula
Pyrrhargiolestes kula là loài chuồn chuồn trong họ Argiolestidae. Loài này được Englund & Polhemus mô tả khoa học đầu tiên năm 2007.